# Southern Comfort
Southern Comfort är en likör gjord med frukt-, krydd- och whiskeysmaksättning, som tillverkats sedan 1874. Drycken skapades av bartendern Martin Wilkes Heron i New Orleans när han skulle tillverka en bättre smakande whiskey. Drycken innehåller dock inte längre whiskey, utan bara whiskeysmaksättning. Tillverkningen finns i Memphis, USA. Smakmässigt är den fruktig med aprikos- och apelsinkaraktär samt vissa inslag av örtkryddor.